# Siay
Siay è una municipalità di quarta classe delle Filippine, situata nella Provincia di Zamboanga Sibugay, nella regione della Penisola di Zamboanga.
Siay è formata da 29 baranggay:
- Bagong Silang
- Balagon
- Balingasan
- Balucanan
- Bataan
- Batu
- Buyogan
- Camanga
- Coloran
- Kimos (Kima)
- Labasan
- Lagting
- Laih
- Logpond
- Magsaysay

- Mahayahay
- Maligaya
- Maniha
- Minsulao
- Mirangan
- Monching
- Paruk
- Poblacion
- Princesa Sumama
- Salinding
- San Isidro
- Sibuguey
- Siloh
- Villagracia